# St Blazey
 (décembre 2023).
Si vous disposez d'ouvrages ou d'articles de référence ou si vous connaissez des sites web de qualité traitant du thème abordé ici, merci de compléter l'article en donnant les références utiles à sa vérifiabilité et en les liant à la section « Notes et références ».
St Blazey est une ville dans le centre des Cornouailles, au Royaume-Uni. La ville a été nommée d'après Blaise de Sébaste.
La paroisse civile est nommée Saint Blaise.
Le complexe environnemental Eden Project,sur le thème de la nature et du développement durable, est dans la paroisse civile.

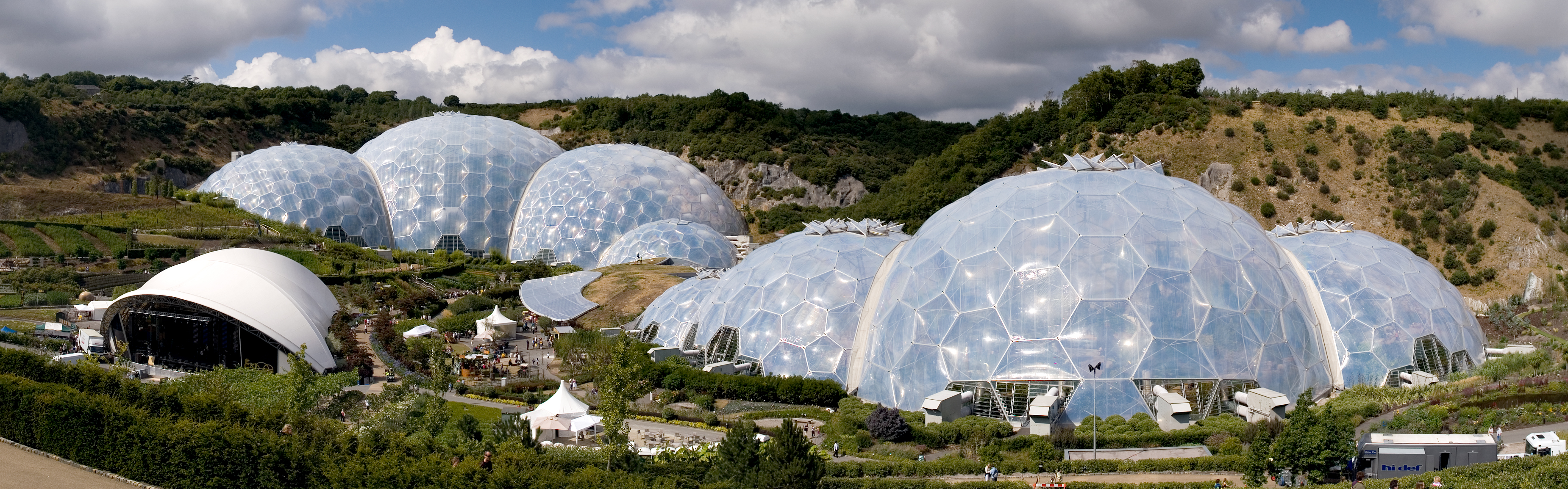
L'Eden Project

## Références

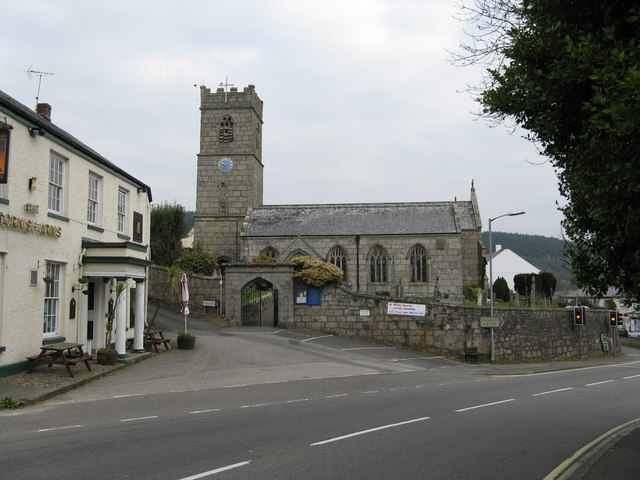
L’église de St. Blaise